# The Notorious Elinor Lee

The Notorious Elinor Lee (titre original) est un film américain réalisé par Oscar Micheaux, sorti en 1940.

## Synopsis
À New York, dans le quartier de Harlem, Elinor Lee, un truand, prend le boxeur Benny Blue sous contrat pour dix ans. Malgré son potentiel de champion, Lee lui demande bientôt de « se coucher » face à un adversaire.

## Fiche technique
- Titre original : The Notorious Elinor Lee
- Réalisateur et scénariste : Oscar Micheaux
- Musique : Jack Shilkret (crédité seulement comme directeur musical)
- Directeur de la photographie : Lester Lang
- Montage : Leonard Weiss
- Producteurs : Hubert Julian, Oscar Micheaux et Alfred N. Sack
- Sociétés de production : Micheaux Film et Sack Amusement Enterprises
- Genre : Drame / Film de boxe
- Format : Noir et blanc
- Durée : 107 minutes
- Date de sortie : 
  - États-Unis : 15 janvier 1940

## Distribution
- Gladys Williams : Elinor Lee
- Robert Earl Jones : Benny Blue
- Carman Newsome : Norman Haywood
- Edna Mae Harris : Fredi Welsh
- Vera Burelle : Sherry Johnson
- Eddie Lemons : Brownlee
- Columbus Jackson : Crocker Johnson
- Laura Bowman : La mère de Benny
- Madeline Donegan : Mary
- Amanda Randolph : La mère de Mary
- Robert Paquin : Un journaliste
- Oscar Polk (crédité O.W. Polk) : Blakely
- Charles La Torre : Farbacher
- Don De Leo : Feretti
- Abe Simon : Hererra
- Sandy McDonald : Bradley
- Harry Kadison : Max Wagner
- Lew Hearn : Joe Grim
- Jack Effrat : Le journaliste en chef
- Harry Ballou : L'annonceur
- Sam Taub : Le commentateur
- Lew Goldberg : L'arbitre
- Juano Hernández : John Arthur